# Luchthaven Nyala
Luchthaven Nyala is een luchthaven bij de stad Nyala in de Soedanese staat Zuid-Darfoer.
Sudan Airways en Badr Airlines, Tarco Airlines en Nova Airways verzorgen vluchten van en naar de luchthaven. Er zijn luchtverbindingen met Khartoem, Al-Fashir en El-Obeid.
Ook het Wereldvoedselprogramma van de Verenigde Naties en UNAMID maken gebruik van de luchthaven.